# 김승균
김승균(金承均, 1939년~)은 대한민국의 언론인이자 기업인이다. 남북민간교류협의회의 이사장을 역임했다.